# József Bozsik
József Bozsik (født 28. november 1925, død 31. maj 1978) var en ungarsk fodboldspiller, der med 101 kampe er indehaver af landskampsrekorden for Ungarns landshold. Han var en del af det ungarske storhold i 1950'erne, de såkaldte Magiske Magyarer, der vandt guld ved OL i 1952 og sølv ved VM i 1954. Bozsiks position var som defensiv midtbanespiller.

## Klubkarriere
På klubplan spillede Bozsik hele sin karriere, fra 1943 til 1962, for Budapest-klubben Kispest Honvéd. Med Honvéd vandt han fem nationale mesterskaber.

## Landshold
Bozsik debuterede på det ungarske landshold i 1947, og derpå var han en fast del af holdet op gennem 1950'erne, i Ungarns storhedstid.
Han var blandt andet med til OL 1952 i Helsinki, hvor han spillede alle holdets fem kampe, der alle blev vundet; i semifinalen vandt holdet således 6-0 over Sverige og i finalen blev det 2-0 over Jugoslavien. Ungarn vandt dermed guld. Bozsik scorede et enkelt mål i turneringen. Indsatsen ved OL var med til at grundlægge de Magiske Magyarers gode rygte; det blev bare endnu større, da holdet året efter besejrede England med 6-3 på Wembley (også her scorede Bozsik et mål), men skønt holdet var favoritter ved VM 1954, tabte ungarerne overraskende finalen til Tyskland (som de havde besejret klart i indledende runde) med 2-3, et resultat, der i Tyskland senere er blevet kendt som "miraklet i Bern".
Bozsik var også med på holdet ved VM 1958, hvor holdet ikke kom videre fra indledende runde. I sine 101 kampe scorede han i alt 11 mål.

## Videre karriere
Efter sit aktive karrierestop var Bozsik en overgang 1966-1967 sin gamle klubs træner, ligesom han i 1974-1975 stod i spidsen for det ungarske landshold, som han dog måtte opgive af helbredsmæssige årsager. Han var også i en periode bestyrelsesmedlem i Honvéd.

## Privatliv
Józsefs bror, István, var også fodboldspiller (målmand), og de to brødre spillede en overgang sammen på klubholdet.
Bozsik døde i 1978 af en hjertefejl, i en alder af kun 52 år. I 1986 blev han æret, da Honvéds stadion efter en renovering blev døbt Bozsik Station.